# Virgen de Corridonia
La Virgen de Corridonia es una pintura al temple y dorado sobre tabla de 127 x 63 cm de Carlo Crivelli, que data de hacia 1472 y se conserva en la pinacoteca parroquial de Corridonia.

## Historia
La obra procede de la iglesia local de San Agustín y quizás fue la parte central de un políptico, cuyos paneles superiores, inferiores y laterales tuvieron que ser destruidos ya en el siglo XVIII. De hecho, en ese período el cuadro fue ampliado, repintado y acompañado de nuevas figuras angelicales. En 1925 y nuevamente en 1950 fue restaurada y limpiada, revelando su excelente calidad, aunque parcialmente comprometida por la manipulación sufrida.

## Descripción y estilo
En esta Madonna, que marca una evolución en el estilo del artista, Crivelli abandonó temporalmente el fondo dorado. De hecho, María está sentada en un trono de mármol con la típica tela vertical veneciana de damasco que cae cubriendo la parte central del respaldo, y está rodeada por una gloria de querubines y serafines, pero el fondo es azul. Retiene firmemente al Niño en sus brazos y, mirándolo, lo amamanta con un pequeño pecho que aparece en una abertura del vestido. Jesús, con una actitud sumamente natural, vuelve la cabeza para mirar detrás de él: se trata de una interpretación más humana que icónica del tema sagrado, que mira a los mismos horizontes contemporáneos que Giovanni Bellini, aunque por caminos muy diferentes. El rostro de la Virgen expresa ternura y ansiedad al mismo tiempo.
En la grandeza formal de la estructura se aprecian influencias del pintor Pietro Alamanno, activo en esas mismas regiones, preludio de obras grandiosas como el Políptico de San Emidio en la Catedral de Ascoli Piceno.